# اريك ليندن
اريك ليندن (بالإنجليزية: Eric Linden)‏ هو ممثل أمريكي، ولد في 15 سبتمبر 1909 بنيويورك في الولايات المتحدة، وتوفي في 14 يوليو 1994 بلاغونا بيتش في الولايات المتحدة.

## أعمال

### أفلام
- (1939) ذهب مع الريح[4][5]

## وصلات خارجية
- اريك ليندن على موقع IMDb (الإنجليزية)
- اريك ليندن على موقع أول موفي (الإنجليزية)
- اريك ليندن على موقع قاعدة بيانات برودواي على الإنترنت (الإنجليزية)
- اريك ليندن على موقع قاعدة بيانات الفيلم (الإنجليزية)